# Deesen

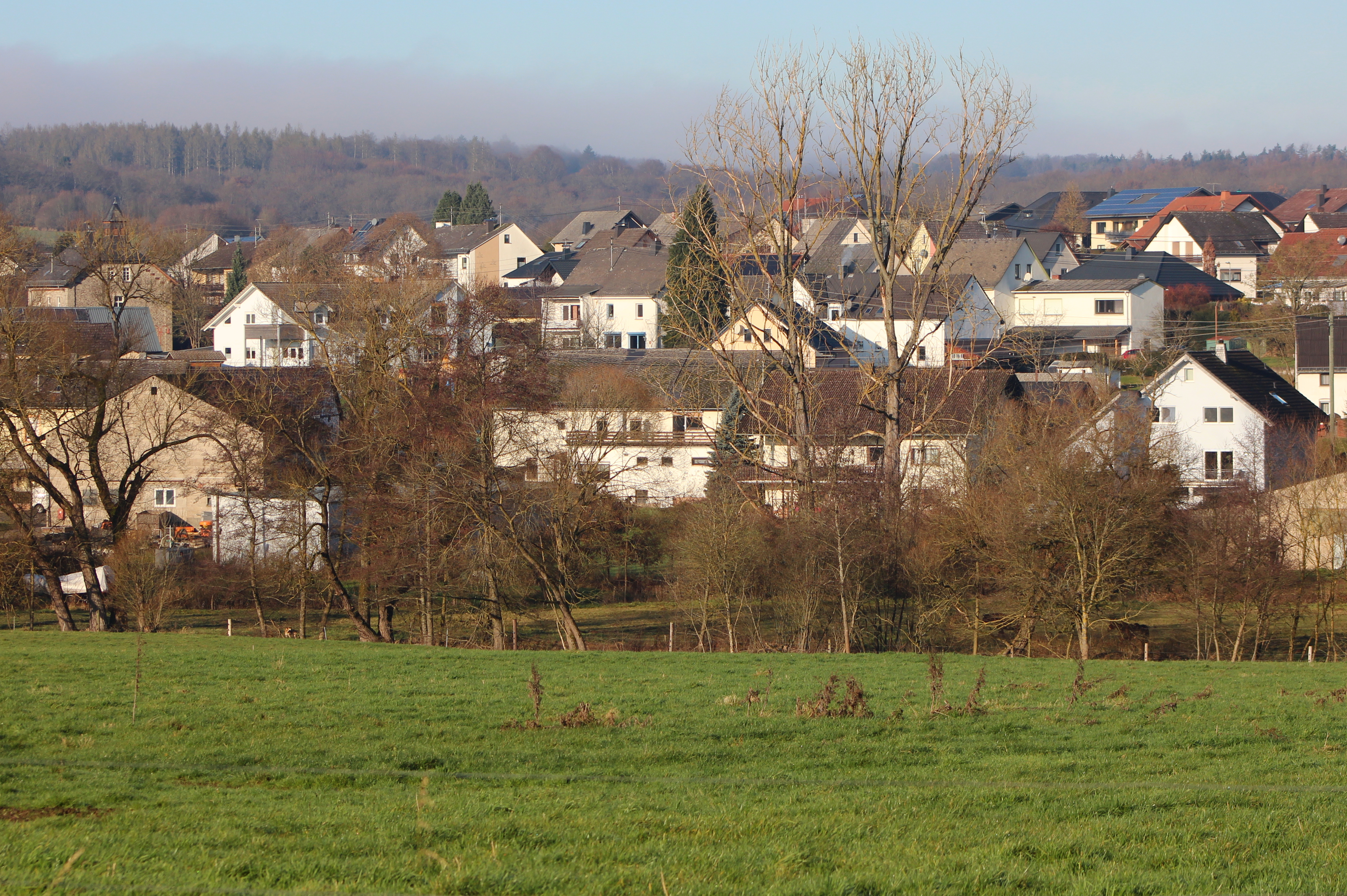
Ansicht von Deesen

Deesen ist eine Ortsgemeinde im Westerwaldkreis in Rheinland-Pfalz. Sie gehört der Verbandsgemeinde Ransbach-Baumbach an.

## Geographische Lage
Die Gemeinde liegt im Westerwald zwischen Koblenz und Siegen am Rande des Naturparks Rhein-Westerwald. Der Saynbach, der zum Einzugsbereich des Rheines gehört, fließt durch die Gemeinde.
Nachbarorte von Deesen sind die Ortsgemeinden Sessenhausen im Norden und Ellenhausen im Nordosten (beide Gemeinden gehören bereits der Verbandsgemeinde Selters an), Oberhaid im Osten, Wittgert und Breitenau im Süden sowie das bereits zum Landkreis Neuwied gehörende Stebach im Westen.

## Geschichte

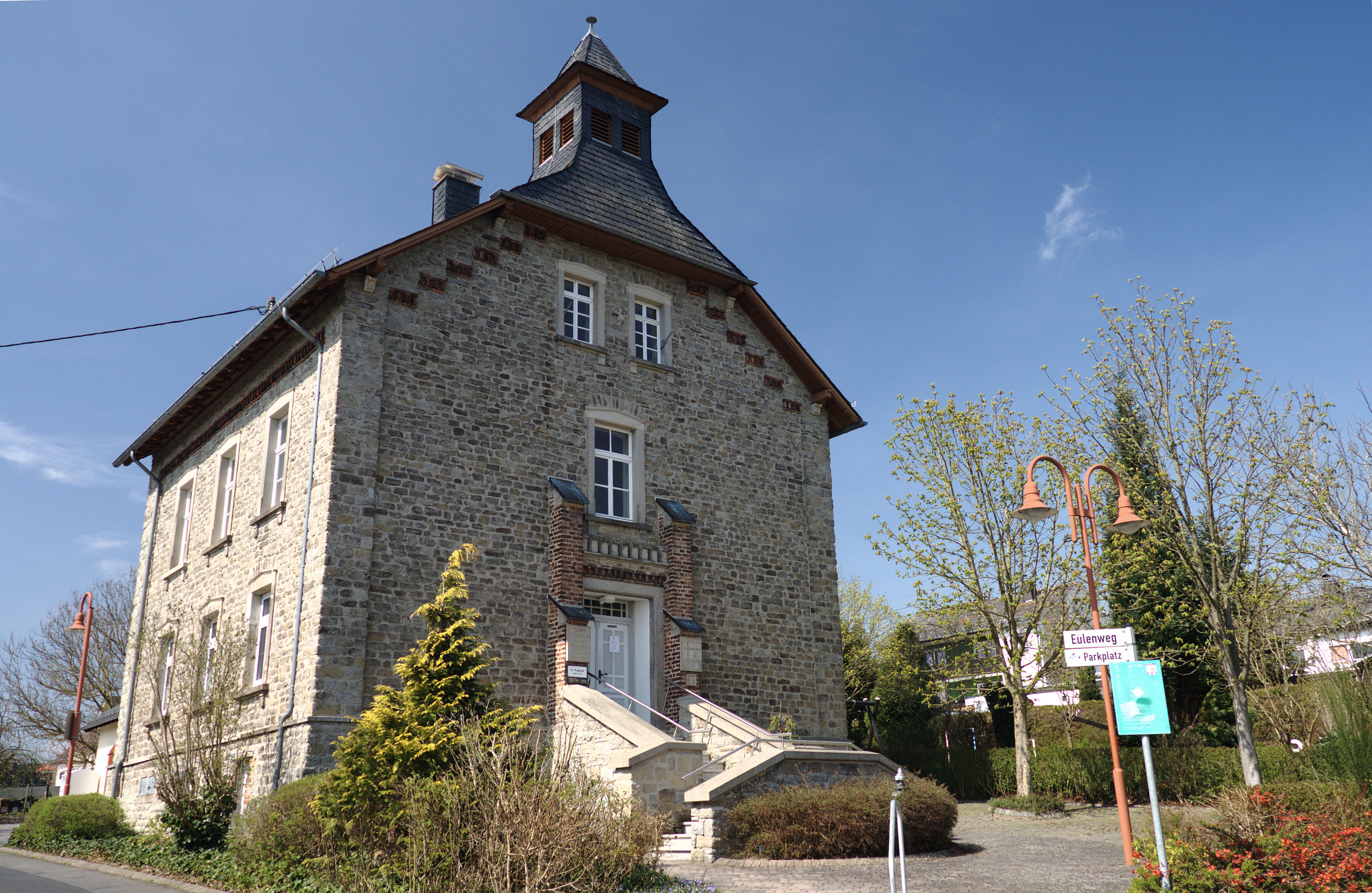
Alte Schule

Erste Erwähnung fand das Dorf im Jahr 1218 als Desene, als Burggraf Heinrich II. von Isenburg der Abtei Rommersdorf einen Lichterzins schenkte. 1271 verkaufte die Abtei Rommersdorf dem Hermann von Desene verschiedene Güter in Deesen. 1531 hatten die Mant von Limbach einen Hof in Deesen. Bis 1664 war es isenburgisch, dann kurtrierisch, ab 1803 nassauisch. 1866 kam das Dorf zu Preußen. Das Zoll- und Bannwirtshaus in der Gemarkung Deesen wird 1667 und 1723 erwähnt. Die alte Schule steht unter Denkmalschutz.

## Politik

### Gemeinderat
Der Gemeinderat in Deesen besteht aus zwölf Ratsmitgliedern, die bei der Kommunalwahl am 9. Juni 2024 in einer Mehrheitswahl gewählt wurden, und dem ehrenamtlichen Ortsbürgermeister als Vorsitzendem.
Die Sitzverteilung im Gemeinderat:
| Wahl | WGKL a                        | WGKU b                        | WGB c                         | WGL d                         | Gesamt   |
| ---- | ----------------------------- | ----------------------------- | ----------------------------- | ----------------------------- | -------- |
| 2024 | per Mehrheitswahl (alle WGKL) | per Mehrheitswahl (alle WGKL) | per Mehrheitswahl (alle WGKL) | per Mehrheitswahl (alle WGKL) | 12 Sitze |
| 2019 | 7                             | 5                             | –                             | –                             | 12 Sitze |
| 2014 | –                             | –                             | 4                             | 8                             | 12 Sitze |
| 2009 | per Mehrheitswahl             | per Mehrheitswahl             | per Mehrheitswahl             | per Mehrheitswahl             | 12 Sitze |
| 2004 | per Mehrheitswahl             | per Mehrheitswahl             | per Mehrheitswahl             | per Mehrheitswahl             | 12 Sitze |

### Bürgermeister
Armin Hoffmann wurde am 27. April 2021 Ortsbürgermeister von Deesen, nachdem er bereits seit Juli 2020 als bisheriger Erster Beigeordneter übergangsweise die Amtsgeschäfte geführt hatte. Bei der Stichwahl am 28. März 2021 hatte er sich mit einem Stimmenanteil von 52,97 % gegen Pierre Heibel durchgesetzt, nachdem bei der Direktwahl am 14. März keiner der zunächst drei Bewerber eine ausreichende Mehrheit erzielen konnte. Bei der Direktwahl am 9. Juni 2024 wurde Hoffmann als einziger Bewerber mit 66,8 % für weitere fünf Jahre wiedergewählt.
Hoffmanns Vorgänger waren Günter Kuhn, der am 26. Juni 2019 Ortsbürgermeister von Deesen wurde, aus persönlichen Gründen aber zum 30. Juni 2020 sein Amt niederlegte, sowie Klemens Lahr (2014 bis 2019) und zuvor Franz Bendel.

### Wappen
| Wappen von Deesen | Blasonierung: „In Silber ein nach oben und rechts versetztes durchgehendes rotes Kreuz, im Bereich des Schildfußes bedeckt von einer zweibogigen, silbern gefugten schwarzen Brücke, deren rechter Bogen den untersten Teil des Kreuzbalkens sichtbar lässt. Am linken Querarm des Kreuzes, aufgehängt in der Form eines Wirtshausschildes, ein schwarzes Schildchen, darin eine goldene Kanne.“ |
| Wappen von Deesen | Wappenbegründung: Das rote Kreuz verweist auf die langjährige Zugehörigkeit von Deesen zum Erzbistum Trier, die schwarze Brücke an die Bedeutung der bei Deesen vorhandenen Brücken für einen früheren Fernverkehrsweg, und das Schild mit der goldenen Kanne an das frühere Zollwirtshaus von Deesen.                                                                                           |

## Verkehr
Die A 3 mit der Anschlussstelle Ransbach-Baumbach (AS 38) liegt sieben Kilometer entfernt.
Der nächstgelegene ICE-Halt ist der Bahnhof Montabaur an der Schnellfahrstrecke Köln–Rhein/Main, die direkt durch die Gemeinde führt. Der Tunnel Deesen trägt den Namen der Gemeinde.

## Persönlichkeiten
- Klaus Kern (* 1960), Physikochemiker